# Merete Fjeldavlie
Merete Fjeldavlie (ur. 13 sierpnia 1968 w Oslo) – norweska narciarka alpejska.

## Kariera
W zawodach Pucharu Świata zadebiutowała w sezonie 1989/1990. Pierwsze punkty wywalczyła 28 stycznia 1990 roku w Santa Caterina, gdzie zajęła dziesiąte miejsce w gigancie. Na podium zawodów tego cyklu pierwszy raz stanęła 26 stycznia 1992 roku w Morzine, kończąc rywalizację w supergigancie na trzeciej pozycji. W zawodach tych wyprzedziły ją jedynie Włoszka Deborah Compagnoni i Austriaczka Ulrike Maier. W kolejnych startach jeszcze dwa razy stanęła na podium: 8 marca 1992 roku w Vail wygrała supergiganta, a 19 marca 1992 roku w Crans-Montana była druga w tej samej konkurencji. W sezonie 1991/1992 zajęła 21. miejsce w klasyfikacji generalnej, a w klasyfikacji slalomu była druga.
Wystartowała na igrzyskach olimpijskich w Albertville w 1992 roku, gdzie zajęła 15. miejsce w gigancie, 22. w slalomie, a supergiganta i kombinacji nie ukończyła. Była też między innymi dziewiąta w zjeździe na mistrzostwach świata w Sankt Anton w 2001 roku.

## Osiągnięcia

### Igrzyska olimpijskie
| Miejsce | Dzień     | Rok  | Miejscowość | Konkurencja | Czas biegu | Strata | Zwyciężczyni       |
| ------- | --------- | ---- | ----------- | ----------- | ---------- | ------ | ------------------ |
| DNF2    | 13 lutego | 1992 | Albertville | Kombinacja  | 2,55 pkt   | -      | Petra Kronberger   |
| DNF     | 18 lutego | 1992 | Albertville | Supergigant | 1:21,22    | -      | Deborah Compagnoni |
| 15.     | 19 lutego | 1992 | Albertville | Gigant      | 2:12,74    | +4,49  | Pernilla Wiberg    |
| 22.     | 20 lutego | 1992 | Albertville | Slalom      | 1:32,68    | +5,99  | Petra Kronberger   |

### Mistrzostwa świata
| Miejsce | Dzień       | Rok  | Miejscowość   | Konkurencja | Czas biegu | Strata | Zwyciężczyni         |
| ------- | ----------- | ---- | ------------- | ----------- | ---------- | ------ | -------------------- |
| 14.     | 29 stycznia | 1991 | Saalbach      | Supergigant | 1:08,72    | +1,70  | Ulrike Maier         |
| 18.     | 1 lutego    | 1991 | Saalbach      | Slalom      | 1:25,90    | +4,55  | Vreni Schneider      |
| 29.     | 2 lutego    | 1991 | Saalbach      | Gigant      | 2:07,45    | +5,90  | Pernilla Wiberg      |
| 27.     | 12 lutego   | 1996 | Sierra Nevada | Supergigant | 1:21,00    | +2,85  | Isolde Kostner       |
| 21.     | 29 stycznia | 2001 | St. Anton     | Supergigant | 1:23,44    | +1,41  | Régine Cavagnoud     |
| 9.      | 6 lutego    | 2001 | St. Anton     | Zjazd       | 1:36,20    | +1,53  | Michaela Dorfmeister |

### Puchar Świata

#### Miejsca w klasyfikacji generalnej
- sezon 1989/1990: 67.
- sezon 1990/1991: 74.
- sezon 1991/1992: 21.
- sezon 1992/1993: 69.
- sezon 1994/1995: 71.
- sezon 1995/1996: 66.
- sezon 1996/1997: 89.
- sezon 1997/1998: 98.
- sezon 1998/1999: 124.
- sezon 1999/2000: 56.
- sezon 2000/2001: 44.
- sezon 2001/2002: 111.

#### Miejsca na podium
1. Morzine – 26 stycznia 1992 (supergigant) – 3. miejsce
2. Vail – 8 marca 1992 (supergigant) – 1. miejsce
3. Crans-Montana – 19 marca 1992 (supergigant) – 2. miejsce